# Gare de La Croix-du-Prince
Pour les articles homonymes, voir Gare de Croix.
La gare de La Croix-du-Prince est une gare ferroviaire française de la ligne de Pau à Canfranc (frontière), située sur le territoire de la commune de Jurançon, dans le département des Pyrénées-Atlantiques en région Nouvelle-Aquitaine. Elle se trouve à proximité du stade de la Croix du Prince (et des Arènes de la Croix du Prince avant leur destruction) dans le quartier du même nom, et à proximité immédiate des communes de Pau et de Gelos.
C'est une halte ferroviaire de la Société nationale des chemins de fer français (SNCF), elle est desservie par des trains express régionaux TER Nouvelle-Aquitaine.

## Situation ferroviaire
Établie à 180 m d'altitude, la halte de La Croix-du-Prince est située au point kilométrique (PK) 216,985 (ce PK est celui du PN 3, l'abri de quai étant au PK 217,01) de la ligne de Pau à Canfranc (frontière) entre les gares de Pau et de Gan.
Elle dépend de la région ferroviaire de Bordeaux. Elle est équipée d'un seul quai, pour la voie unique, qui dispose d'une longueur utile de 125 m.

## Histoire
La gare de La Croix-du-Prince est un arrêt ferroviaire de la ligne de Pau à Canfranc, implanté sur le territoire de Jurançon (quartier Croix-du-Prince, aux portes de Pau). Elle a été mise en service le 30 juin 1883 par la Compagnie du Midi lors de l’ouverture à l’exploitation du tronçon Pau – La Croix-du-Prince – Gan (ligne de Pau à Oloron). Ce développement s’inscrivait dans le plan Freycinet (1879) visant à étendre le réseau ferroviaire régional. D’abord équipée d’un bâtiment voyageurs et desservie par des trains à vapeur, la ligne a été électrifiée en 1928 puis démotorisée dans les années 1980–2010. La gare a perdu son personnel avec le temps et a été reclassée en « point d’arrêt non géré » (halte SNCF), ne disposant plus que d’un unique quai de 125 m sur la voie unique.

### Évolution du trafic et desserte
Jusqu’au milieu du XXᵉ siècle, La Croix-du-Prince était desservie par les trains régionaux Midi, puis SNCF, reliant Pau aux vallées d’Aspe et d’Ossau. Après l’accident de 1970 et la fermeture partielle de la ligne vers l’Espagne, le trafic passagers s’est limité à Pau–Oloron. En 2016, la réouverture de la section Pau–Bedous a renforcé son rôle local. Sur le plan pratique, la halte est aujourd’hui desservie par quelques trains TER Nouvelle-Aquitaine entre Pau, Oloron-Sainte-Marie et Bedous. Les données SNCF indiquent que la fréquentation était d’environ 6 850 voyages par an en 2016 (contre 4 457 en 2015), surtout des scolaires et lycéens des communes voisines (Gelos, Jurançon) ainsi que des salariés venant d’Oloron ou se rendant vers l’usine Safran (ex-Messier) de Bidos.

### Rôle local et contexte
La Croix-du-Prince est avant tout une halte suburbaine sur l’agglomération paloise, facilitant la mobilité domicile–travail et domicile–études (mobilité pendulaires). Elle dessert le quartier du même nom, caractérisé par un stade de rugby historique (stade de La Croix du prince, inauguré en 1910) et les anciennes arènes (1912–1923), ce qui à l’époque dynamisait ponctuellement la fréquentation lors d’événements sportifs ou festifs. La gare n’a pas de vocation militaire ou industrielle directe, mais elle s’inscrit dans un réseau régional : elle relie Pau au piémont pyrénéen et aux centres industriels voisins (Safran à Bidos) et complète les dessertes routières locales (lignes de bus Idelis 5 et 15 à l’arrêt « Pont du Capitaine » à proximité).

### État actuel
En 2025, la gare de La Croix-du-Prince reste ouverte au service public. Classée « halte » SNCF PANG à entrée libre, elle n’a plus de personnel et offre seulement un abri sommaire. Les horaires TER y sont limités (quelques allers-retours quotidiens entre Pau et Bedous via Oloron), complétés par la desserte bus du réseau urbain. Cet état actuel fait de La Croix-du-Prince un point d’arrêt de proximité utile pour les riverains et les usagers régionaux souhaitant rallier Pau ou l’arrière-pays, conformément aux objectifs de soutien du transport public en Béarn.

## Service des voyageurs

### Accueil
Halte SNCF c'est un point d'arrêt non géré (PANG) à entrée libre.

### Desserte
La Croix-du-Prince est desservie par des trains TER Nouvelle-Aquitaine qui effectuent des missions entre les gares de Pau et de Bedous, actuel terminus de la ligne. 6850 voyageurs ont fréquenté la gare en 2016, essentiellement des scolaires journaliers ou internes (Gelos, Jurançon) ainsi que des salariés en provenance de Oloron ou à destination de Bidos (usine Messier), soit 18,7 voy/jour. L’augmentation est importante par rapport à 2015 (4457 voyageurs), elle s’est poursuivie en 2017.
En 2024, la halte a généré 9812 voyageurs en terme de fréquentation,.

### Intermodalité
La gare de La Croix-du-Prince permet de faciliter l'intermodalité en réunissant différents modes de transports sur un même lieu :
- Arrêt de bus du réseau Idelis : lignes 5 et 15 - Pont du Capitaine.
- Parking à vélo (non sécurisé)

## Fréquentation
De 2015 à 2023, selon les estimations de la SNCF, la fréquentation annuelle de la gare s'élève aux nombres indiqués dans le tableau ci-dessous. :
| Année           | 2015  | 2016  | 2017  | 2018  | 2019  | 2020  | 2021  | 2022  | 2023  | 2024  |
| --------------- | ----- | ----- | ----- | ----- | ----- | ----- | ----- | ----- | ----- | ----- |
| Voyageurs seuls | 3 665 | 4 777 | 3 975 | 4 622 | 6 884 | 4 705 | 6 093 | 5 957 | 7 338 | 9 812 |